# ニクラウス・ヴィルト
ニクラウス・ヴィルト（Niklaus Wirth, 1934年2月15日 - 2024年1月1日）は、スイスの計算機科学者。プログラミング言語Pascal、Modula-2などの開発や、ソフトウェア工学分野の開拓的研究で知られる。

## 略歴

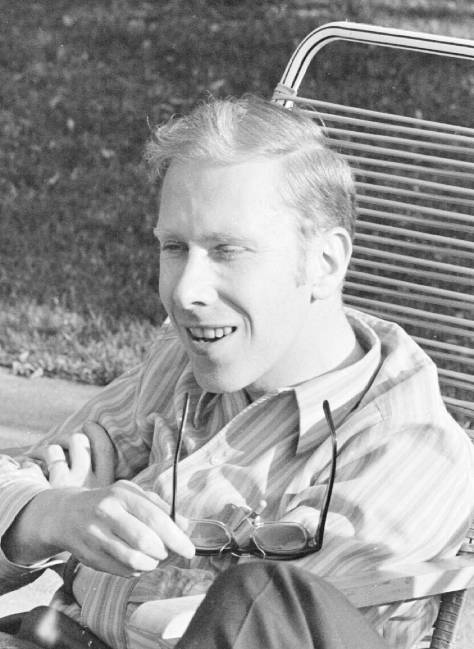
1969年に撮られたヴィルトの写真。提供：Robert M. McClure

1934年、スイスのヴィンタートゥールに生まれる。高校時代にロケットを製造して校庭で打ち上げたところ、校長の前に落下したが、処分はされなかった。1954年にスイス連邦工科大学チューリッヒ校(ETH)に入学、当時、ETHは1950年9月にコンラート・ツーゼ（Konrad Zuse）が開発した デジタル計算機「Zuse Z4」を1950年9月に導入して翌年には欧州で最初のプログラミング講座を開設していた。1950年から1955年にかけて応用数学研究所の教授であるエドゥアルド・シュティーフェルの下で大学院生だったアンブロス・スペイゼル（Ambrosius Paul Speiser）が「ERMETH」を製作していた。
1959年、スイス連邦工科大学チューリッヒ校にて電気工学の学位を取得。1960年、カナダのラバル大学で理学修士号を得る。その後、カリフォルニア大学バークレー校でコンピュータ設計の先駆者ハリー・ハスキーの指導を受け、1963年に電気工学・計算機科学分野の博士号を得る。
1963年から1967年までスタンフォード大学およびチューリッヒ大学の計算機科学分野の助教授を務めた。1968年にはスイス連邦工科大学チューリッヒ校の情報科学科の教授となり、2年間のサバティカル休暇をカリフォルニア州のパロアルト研究所で過ごした。
1999年に退職。2024年1月1日に死去。89歳没。

## 業績
- ヴィルトは、プログラミング言語ALGOL W、Pascal、Modula（英語版）、Modula-2やオペレーティングシステムOberon のチーフデザイナーを務めた。また、Oberon、ビットスライスプロセッサを用いたワークステーションLilith、ハードウェアの設計やシミュレーションを行うハードウェア記述言語 Lola の主要部分を手がけた。
- プログラミングの教育法について書いた記事Program Development by Stepwise Refinementは、ソフトウェア工学の分野における古典である。1975年の著作『アルゴリズム＋データ構造＝プログラム』は広く知られ、今なお価値を失っていない。同書では、コンパイラ設計の説明のために、単純なプログラミング言語PL/0を設計。様々な大学のコンパイラ設計の授業で利用された。

## その他
- ヴィルトの法則：(ユーザーエクスペリエンス的には)「ハードウェアによる速度向上よりもソフトウェアの（ソフトウェアの肥大化による）速度低下の方が大きい」
- 「私の名前をヨーロッパ人はたいがい「ニクラウス・ヴィルト」と正しく発音してくれるが、アメリカ人は必ず「ニッケルズ・ワース」と発音する。つまり、ヨーロッパ人は名前呼びをして、アメリカ人は値呼びをしているわけだ」（後半の解説の部分は、関数の引数の評価戦略についての専門用語、call by name（名前呼び）とcall by value（値呼び）に掛けたダジャレ。一般のアメリカ人の多くは、英語圏以外のヨーロッパ名でも英語綴りと解して読むことが多いという背景がある。さらに「ニッケル」は硬貨を材料の金属名で通称する米国の慣習（5セントのこと）と、英語ワース＝「価値」＝バリュー、というようにも掛けている。本人は、どちらの発音でも構わない、としているという）
- フィリップ・カーン（カメラ付き携帯電話の発明家で、ボーランド社の設立者の一人）は、チューリッヒ工科大学在学中にヴィルトのもとで学んだ。カーンはPascalの素晴らしさをアンダース・ヘルスバーグに説き、ボーランドの最初の製品であるTurbo Pascalを世に送り出した。ヘルスバーグはPascalを発展させたDelphiをボーランドで開発したが、その後（本人によればボーランドの社内政治のせいで）マイクロソフトに移籍しており、C#などを開発している。

## 主著
- Program Development by Stepwise Refinement（1971年）ソフトウェア工学分野の古典。
- 『系統的プログラミング／入門』（Systematic Programming: An Introduction, 1972年）訳：野下浩平、筧捷彦、武市正人、1975年。
- 『アルゴリズム＋データ構造＝プログラム』（Algorithms + Data Structures = Programs, 1976年）訳：片山卓也、1981年。
- 『翻訳系構成法序論』（Compilerbau: Eine Einführung, 1984年）訳：筧捷彦、1986年。
- 『アルゴリズムとデータ構造』（Algorithms & Data Structures, 1986年） 訳：浦昭二、国府方久史、1990年。（『アルゴリズム＋データ構造＝プログラム』の前半に手を加えたもの。[4]）
- 『ヴィルトのコンパイラ構成法』（Compiler Construction, 1996年）訳：滝沢徹、牧野祐子、1997年。（原文は現在、PDF形式で無料配布。外部リンクを参照）

## 受賞歴
- 1984年 - ACMチューリング賞
- 1987年 - コンピュータパイオニア賞
- 2002年 - エドゥアルト・ライン財団技術賞